# Dive (fiume)
La Dive (chiamata anche talvolta Dive du Nord in contrapposizione alla Dive du Sud, che scorre a sud del dipartimento di Deux-Sèvres prima di gettarsi nel fiume Clain a Voulon, nel dipartimento della Vienne) è un fiume francese che scorre nei dipartimenti della Vienne, di Deux-Sèvres e di Maine e Loira. È un affluente di destra del Thouet, dunque un sub-affluente della Loira.

## Geografia
La Dive nasce sul territorio del di Cherves, a 137 m s.l.m., a nord-ovest del villaggio della Touche, appena a sud di Maisonneuve, nel dipartimento della Vienne, a metà strada fra Parthenay e Mirebeau. Lunga 73.7 km,
si getta nel Thouet all'estremo nord-est di Saint-Just-sur-Dive, al limite con Chacé, a 27 m s.l.m., di fronte a Artannes-sur-Thouet.

### Canale della Dive

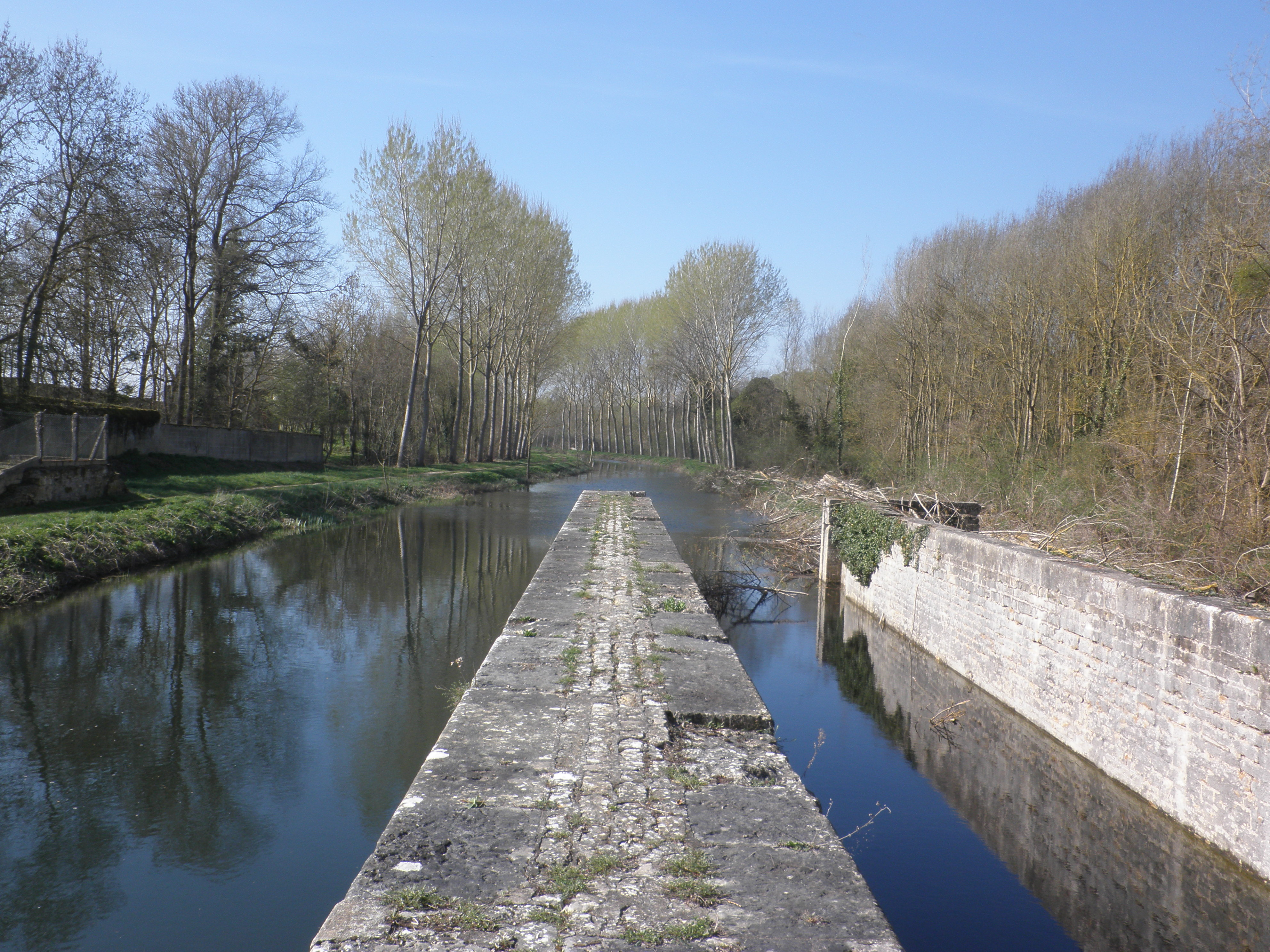
Canale della Dive visto dalla chiusa di la Motte Bourbon, alla frontiera tra i dipartimenti della Vienne e di Maine e Loira.

A partire dal XVII secolo, la Francia si dotò d'una serie di canali destinati a permettere ai prodotti agricoli delle regioni intercluse d'approviggionare le città o di essere esportati all'estero. La canalizzazione della Dive s'inscrive in quel movimento ed ebbe luogo nel XVIII e XIX secolo. Il progetto era ambizioso: si trattava di canalizzare il fiume nella prospettiva d'un collegamento futuro con la Charente e il sud della Francia (bacino della Garonna). La società concessionaria all'origine della sua costruzione si chiamava Compagnia del canale della Dive e fu creata da Augustin de la Faye. I lavori ebbero inizio nel 1777, poco prima della rivoluzione e non terminarono che nel 1834. Il canale della Dive era destinato soprattutto al trasporto di cereali verso la Loira, via il Thouet. Cavalli tiravano chiatte e zattere piene di mercanzie: farine e cereali prodotti sui terreni ricchi delle zone di Loudun e di Mirebeau, ma anche vino proveniente dai colli tra Ranton e Berrie. Tuttavia comparvero presto problemi e il canale non fu mai veramente redditizio. L'arrivo della ferrovia negli anni 1870 gli diede il colpo di grazia e la navigazione fu abbandonata. Attualmente la Dive rimane canalizzata e numerose opere dell'epoca sussistono ancora.
Il canale della Dive, che dovrebbe piuttosto essere chiamato "Dive canalizzata" inizia da Pas-de-Jeu (tra Thouars e Loudun sulla strada dipartimentale D759), al limite tra i dipartimenti della Vienne e di Deux-Sèvres, fino a Saint-Florent, nel Maine e Loira. La sua lunghezza è di 28 chilometri, ai quali bisogna aggiungere i 12 chilometri del Thouet inferiore, che prolungano la via d'acqua fino alla Loira.

### Comuni attraversati
La Dive attraversa tre dipartimenti: il primo, il dipartimento della Vienne, nei comuni di Cherves, Maisonneuve, Massognes, Cuhon, Mazeuil, Craon, Saint-Jean-de-Sauves, La Grimaudière, Moncontour, Arçay, Saint-Laon, Ranton, Curçay-sur-Dive, Ternay, Berrie e Pouançay.
Il secondo, il dipartimento dei Deux-Sèvres, nei comuni di Assais-les-Jumeaux, Marnes, Brie, Oiron, Pas-de-Jeu, Saint-Martin-de-Mâcon e Tourtenay.
Il terzo, il dipartimento di Maine e Loira, nei comuni di Antoigné, Montreuil-Bellay, Épieds, Brézé e Saint-Just-sur-Dive (confluenza), Chacé.